# The Blue Eagle
The Blue Eagle is een Amerikaanse dramafilm uit 1926 onder regie van John Ford. Het scenario is gebaseerd op het verhaal The Lord's Referee (1923) van de Amerikaanse auteur Gerald Beaumont. De film werd destijds in Nederland uitgebracht onder de titel De blauwe adelaar.

## Verhaal
Twee mannen zijn verliefd op hetzelfde meisje. Ze vechten hun conflict aanvankelijk uit in straatbendes. Later wordt de strijd voortgezet in een onderzeeër tijdens de Eerste Wereldoorlog. Daarna ontmoeten ze elkaar als rivalen tijdens een bokswedstrijd. Bij hun ultieme confrontatie zijn drugsbendes betrokken.

## Rolverdeling
| Acteur              | Personage      |
| ------------------- | -------------- |
| George O'Brien      | George Darcy   |
| Janet Gaynor        | Rose Kelly     |
| William Russell     | Big Tim Ryan   |
| Margaret Livingston | Mary Rohan     |
| Robert Edeson       | Kapelaan Regan |
| Philip Ford         | Limpy Darcy    |
| David Butler        | Dizzy Galvani  |
| Lew Short           | Sergeant Kelly |
| Ralph Sipperly      | Dip Mulligan   |
| Jerry Madden        | Baby Tom       |